# Сорокино (Волховский район)
Соро́кино — деревня в Усадищенском сельском поселении Волховского района Ленинградской области.

## История
Деревня Сорокина упоминается на карте Санкт-Петербургской губернии А. М. Вильбрехта 1792 года.
На карте Санкт-Петербургской губернии Ф. Ф. Шуберта 1834 года деревня также обозначена как Сорокина.

СОРОКИНО — деревня принадлежит Казённому ведомству, число жителей по ревизии: 27 м. п., 52 ж. п.. (1838 год)

Как деревня Сорокина она отмечена на карте Ф. Ф. Шуберта 1844 года.

СОРОКИНО — деревня Ведомства государственного имущества, по просёлочной дороге, число дворов — 20, число душ — 39 м. п. (1856 год)

СОРОКИНО — деревня казённая при колодце, число дворов — 21, число жителей: 46 м. п., 54 ж. п. (1862 год)

Сборник Центрального статистического комитета описывал её так:

СОРОКИНА — деревня бывшая государственная, дворов — 20, жителей — 98; Кожевенный завод. (1885 год)

Согласно епархиальным сведениям 1899 года деревня относилась к приходу Преображенской церкви (ранее Усадище-Спасовской, Михайловского погоста) в селе Заболотье.
В конце XIX — начале XX века деревня административно относилась к Усадище-Спассовской (Усадищской) волости 2-го стана Новоладожского уезда Санкт-Петербургской губернии.
По данным «Памятной книжки Санкт-Петербургской губернии» за 1905 год деревня Сорокино входила в состав Кукольского сельского общества.

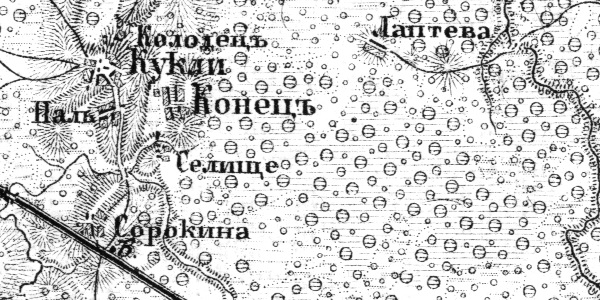
Деревня Сорокино на карте 1915 года

Согласно военно-топографической карте Петроградской и Новгородской губерний издания 1915 года деревня называлась Сорокина, при деревне обозначены бараки железнодорожных рабочих.
С 1917 по 1923 год деревня входила в состав Усадище-Спасовской волости Новоладожского уезда.
С 1923 года в составе Кукольского сельсовета Пролетарской волости Волховского уезда.
Согласно данным переписи населения СССР 1926 года в деревне Сорокино проживали 96 человек — все русские.
С 1927 года в составе Волховского района.
Согласно карте Ленинградской области Северо-западного аэрогеодезического треста ГГУ издания 1932 года деревня насчитывала 10 крестьянских дворов.
По данным 1933 года деревня Сорокино входила в состав Кукольского сельсовета Волховского района.
В 1939 году население деревни составляло 106 человек.
С 1954 года в составе Усадищенского сельсовета.
В 1958 году население деревни составляло 93 человека.
По данным 1966, 1973 и 1990 годов деревня Сорокино также входила в состав Усадищенского сельсовета
В 1997 году в деревне Сорокино Усадищенской волости проживали 10 человек, в 2002 году — 8 человек (все русские).
В 2007 году в деревне Сорокино Усадищенского СП — 6 человек.

## География
Деревня расположена в южной части района на автодороге 41К-058 (подъезд к дер. Куколь).
Расстояние до административного центра поселения — 2,5 км.
Деревня находится у железнодорожной платформы 138 км (Сорокино) на линии Волховстрой I — Вологда I. Расстояние до железнодорожной станции Мыслино — 5 км.
К западу от деревни протекает река Елошня.

## Демография
| 1838 | 1862 | 1885 | 1997 | 2007 | 2010 | 2017 |
| ---- | ---- | ---- | ---- | ---- | ---- | ---- |
| 79   | ↗100 | ↘98  | ↘10  | ↘6   | ↗10  | ↗14  |

### Национальный состав
Согласно данным Всероссийской переписи населения 2021 года в деревне проживал 31 человек, из них:
 русские — 2 человека, остальные национальность не указали.